# 覃瑞祥
覃瑞祥（1952年7月—），广西北流人。男，汉族。1972年6月参加工作，1971年12月加入中国共产党。中山大学中文系文学专业毕业，中共中央党校经济管理专业在职研究生学历。
历任广西博白县委副书记，北流县委副书记、副县长、代县长、县长、县委书记；桂林地区行署副专员、地委副书记、行署专员，桂林市委副书记、市委农村工委书记，柳州地委副书记、行署专员、地委书记、地区人大工委主任；来宾市委书记、市人大常委会主任等职。2008年1月当选广西壮族自治区第十一届人大常委会副主任。2016年1月，不再担任广西壮族自治区人大常委会副主任。